# Запис Миленковића орах (Клачевица)
Запис Миленковића орах (Клачевица) се налази на парцели чији је власник Миленковић Живота.

## Локација
| Општина             | Параћин                                                                     |
| Катастарска општина | Клачевица                                                                   |
| Потес               | Обзовац                                                                     |
| Координате          | 43° 50′ 43″ С; 21° 34′ 36″ И / 43.845300000000002° С; 21.576599999999999° И |
| Надморска висина    | 280m                                                                        |

## Карактеристике
Дендрометријске вредности утврђене на терену и сателитским снимцима:
| Стабло                     | Орах |
| Висина стабла              | m    |
| Обим дебла                 | m    |
| Пречник крошње             | 12m  |
| Пречник дебла              | m    |
| Висина дебла до прве гране | m    |

## База записа
Запис је у оквиру Викимедија пројекта "Запис - Свето дрво" заведен под редним бројем 0396.